# Markus Guggenheim
Markus Guggenheim (* 24. Februar 1885 in Endingen; † 3. November 1970 in Basel) war ein Schweizer Biochemiker.

## Leben
Guggenheim promovierte 1908 an der Universität Basel mit einer organisch-chemischen Arbeit zum Dr. phil. Ab 1909 arbeitete er bei der Firma Hoffmann-La Roche in Basel, deren wissenschaftliche Abteilung er später leitete. Er forschte an Neurotransmittern und Hormonen und isolierte und synthetisierte im Jahr 1913 L-Dopa.

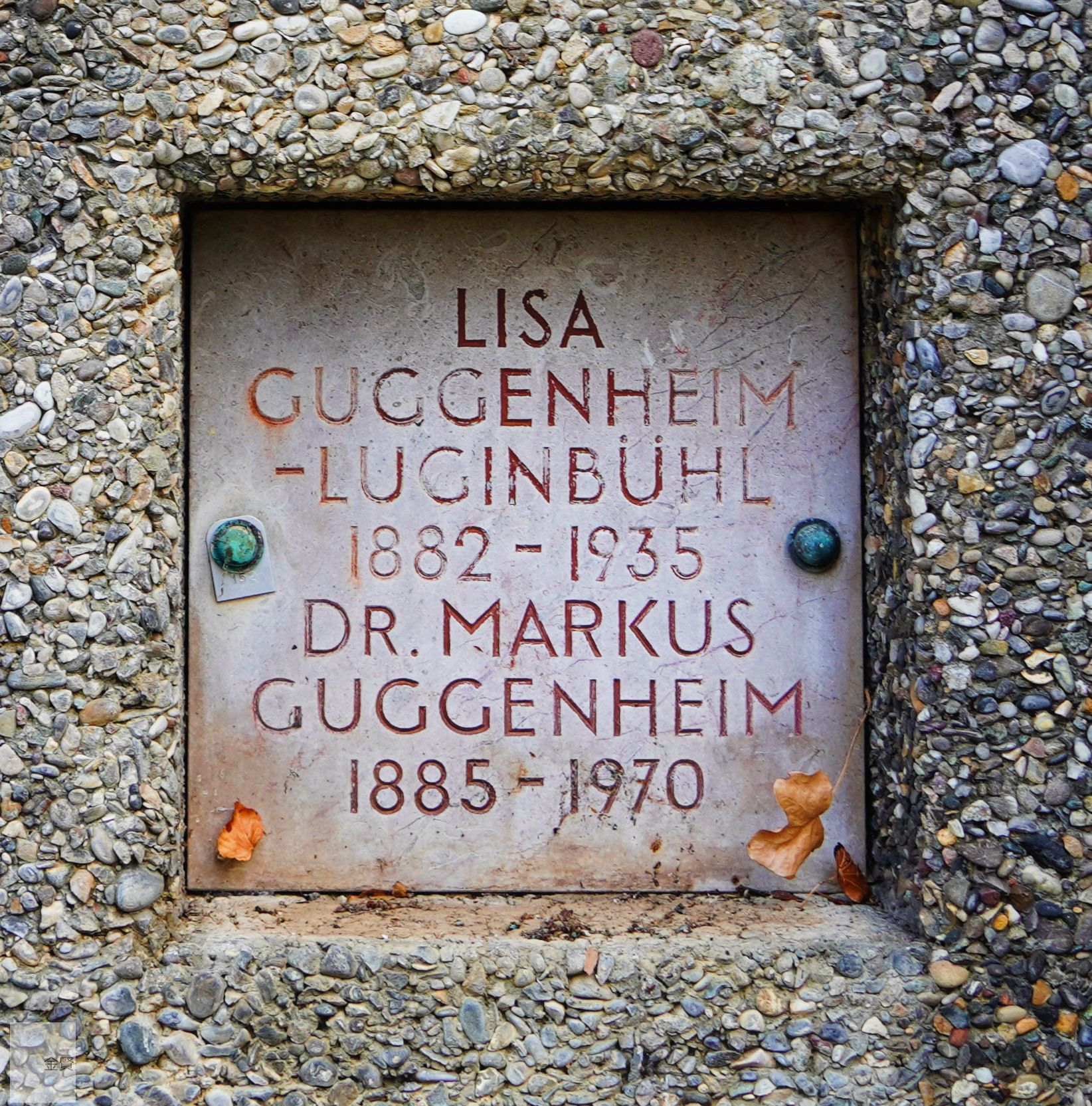
Urnengrab von Markus und Lisa Guggenheim-Luginbühl auf dem Friedhof am Hörnli Riehen

Seine erste Frau Lisa geb. Luginbühl (1882–1935) starb früh. Mit seiner zweiten Frau Emilie Schnurr (1906–1978) gründete er 1962 die Dr.-Markus-Guggenheim-Schnurr-Stiftung für Geschichte der Medizin und der Naturwissenschaften. Als Anerkennung seiner Leistungen nahm ihn die Deutsche Akademie der Naturforscher Leopoldina im Jahr 1928 als Mitglied auf, und die Universität Basel verlieh ihm die Ehrendoktorwürde für Medizin, und die Universität Lausanne diejenige für Pharmazie. Seit 1960 war er korrespondierendes Mitglied der Heidelberger Akademie der Wissenschaften.